# Кон, Йонас
Йонас Кон (нем. Jonas Cohn; 2 декабря 1869, Гёрлиц — 12 января 1947, Бирмингем) — немецкий философ, неокантианец, преподаватель Фрайбургского университета.

## Биография
Йонас Кон родился в состоятельной еврейской купеческой семье, которой были свойственны «либеральные» взгляды: родители Йонаса высоко ценили труды Лессинга и Канта. Отец Йонаса умер, когда ему было 7 лет; мать с сыном переехала в Берлин в 1878 году. В 1883 году Йонас стал учеником гимназии «Askanisches Gymnasium», а в 1888 — с отличием окончил ее.
С 1888 по 1892 год Кон обучался в университетах Лейпцига, Гейдельберга и Берлина: в 1892 году, под руководством Симона Швенденера, защитил кандидатскую диссертацию по теме «Систематическая ботаника» (Systematische Botanik) в Берлинском университете. После этого Кон покинул естественные науки, переключившись на гуманитарные: с 1892 по 1894 год он являлся научным сотрудником в лаборатории психолога Вильгельма Вундта в Лейпциге. Занимался самообразованием в области философии. В 1897 году, во Фрайбурге, Йонас Кон стал доктором наук, защитив диссертацию по философии, психологии и педагогики под руководством Вильгельма Виндельбанда.
С 1897 по 1933 Кон являлся ассистентом и экстраординарный профессором в университете Фрайбурга — работал в институте психологии. Сотрудничал с Эдмундом Гуссерлем до своей вынужденной отставки 24 августа 1933 года; в 1939 году Кон эмигрировал в Великобританию. В 1946 году Кону было отказано в возвращении в университет: через год он умер в Бирмингеме.

## Работы
- Bourdon: La sensation de plaisir. Rev. Philos. Bd. 36, S. 225—237, Okt. 1893.
- Experimentelle Untersuchungen über die Gefühlsbetonung der Farben, Helligkeiten und ihrer Kombinationen. Philosophische Studien Bd. X, 1894, S. 562—603.
- Die Gefühlswirkung der Begriffe. Philosophische Studien, Bd. 12, Leipzig 1896.
- Geschichte des Unendlichkeitsproblems im abendländischen Denken bis Kant. Leipzig 1896. Unveränderter fotomechanischer Nachdruck Darmstadt: WBG 1960.
- Experimentelle Untersuchungen über das Zusammenwirken des akustisch-motorischen und des visuellen Gedächtnisses. 1897. In: Zeitschrift für Psychologie und Physiologie der Sinnesorgane 15: 161—183.
- Allgemeine Ästhetik. Leipzig: Engelmann 1901.
- W. Ostwald: Vorlesungen über Naturphilosophie. Gehalten im Sommer 1901 an der Universität Leipzig. Leipzig, 1902.
- Führende Denker. Geschichtliche Einleitung in die Philosophie In: Natur und Geisteswelt, Sammlung wissenschaftlich-gemeinverständlicher Darstellungen, 176 Bd., Verlag: B. G. Teubner, Leipzig 1907.
- Voraussetzungen und Ziele des Erkennens. Untersuchungen über die Grundfragen der Logik. Leipzig 1908.
- Der Sinn der gegenwärtigen Kultur. Ein philosophischer Versuch. Leipzig: Meiner 1914.
- Religion und Kulturwerte. Vortrag, gehalten am 10. Oktober [1914] in der Berliner Abteilung der Kantgesellschaft. Berlin: Reuther & Reichard 1914.
- Geist der Erziehung. Pädagogik auf philosophischer Grundlage. Leipzig [u. a.]: Teubner 1919.
- Erziehung zu sozialer Gesinnung. Langensalza: Beyer & Söhne 1920.
- Theorie der Dialektik. Formenlehre der Philosophie. Leipzig: Meiner 1923.
- Befreien und Binden. Zeitfragen der Erziehung überzeitlich betrachtet. Leipzig: Quelle & Meyer 1926.
- Wertwissenschaft. Stuttgart 1932.
- Wirklichkeit als Aufgabe. Stuttgart o. J. 1955.
- Vom Sinn der Erziehung: ausgewählte Texte. Besorgt von Dieter-Jürgen Löwisch. Schöningh, Paderborn 1970.

## Семья
В 1903 году Йонас Кон женился на Элизе Эбштейн (Elise Ebstein), родившейся в 1872 году в Верхней Силезии в семье коммерсанта, производителя стеклянной продукции из Мурува (Murów). В 1896 году Элизе сдала экзамен на школьного учителя, а затем — изучала медицину во Вроцлаве, Берлине и Фрайбурге. В 1904 году в семье родился единственный ребенок — сын Ганс Людвиг. В 1933 году Элизе опубликовала, под своим девичьим именем, письма Анны Луизы Карщ (Anna Louisa Karsch): «The Karschin: The people’s poet of Frederick the Great». После смерти Йонаса, она в 1948 году вернулась из Бирмингема во Фрайбург, где умерла в 1953 году.